# 舊府神社
舊府（旧府）神社（ふるふじんじゃ）は、大阪府和泉市にある神社。式内社で旧社格は村社。

## 祭神
- 素盞鳴命

## 歴史
延喜式内の古社であるが、詳細な創建年月や創設当初の祭神は不明。日本三代実録には『貞観元年（859年）五月七日壬戌。和泉国舊府神列於官社。同八月十三日丙申。和泉国無位舊府神授正五位下』と記録されている。
江戸時代には「牛頭天王社」とも称され、明治5年に村社に列せられた。大正4年6月23日には葛之葉町の信太森葛葉稲荷神社に合祠されたが、翌年、元の社殿に奉祀した。

## 境内社
- 若宮社「白狐化石」（祭神：葛葉姫）
猟師に追われた白虎が猟師から逃げるため化けた（隠れた）石だという。元々この石は小栗街道（熊野街道）にあったが、1947年（昭和22年）にこの舊府神社に祀られた[1]。

## 交通
- JR阪和線北信太駅から徒歩6分（南へ約500m）